# 네른스트 식
네른스트 방정식(영어: Nernst Equation)이란 전기화학에서 양 극의 전해질의 농도가 같지 않을 경우에도 깁스 자유에너지를 이용하여 전지의 전극 전위 E를 기술하는 식이다. 1889년 발터 네른스트가 발견하였다.
전위차가 주어지면 네른스트 식을 적용하여 수소 이온 농도를 구할 수 있다.

## 식
산화체 Ox와 환원체Red간의 전자 주고 받기의 평형 반응이 다음과 같다고 하자.
{\displaystyle Ox+ze^{-}\rightleftharpoons Red}
이를 가능하게 하는 전극전위 E는 다음 식으로 기술되며 이를 네른스트 식이라고 한다.

{\displaystyle E=E^{\circ }-{\frac {RT}{z{\rm {F}}}}\ln {\frac {a_{\rm {Red}}}{a_{\rm {Ox}}}}}
- E0：표준전극전위
- R：기체 상수
- T：절대 온도 (K)
- z：산화-환원 반응식에 참여하는 전자의 수
- a：환원 및 산화체의 활성도
- F： 패러데이 상수=96,485 C mol-1

또한 표준 상태 (1기압, 25°C)에서는 다음과 같이 계산이 가능하다.
{\displaystyle E=E^{\circ }-{\frac {0.05916}{z}}\log {\frac {a_{\rm {Red}}}{a_{\rm {Ox}}}}}

## 같이 보기
- 막 전위
- 표준 전극 전위